# Fuglebjerg-Tystrup-Haldagerlille Sogn

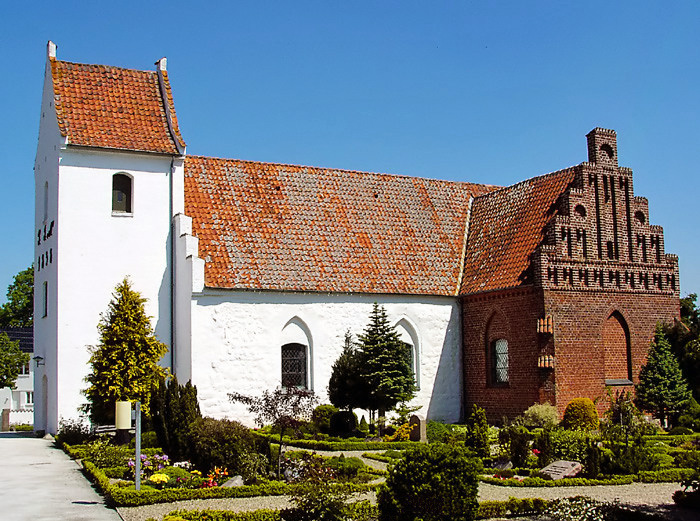
Fuglebjerg Kirke

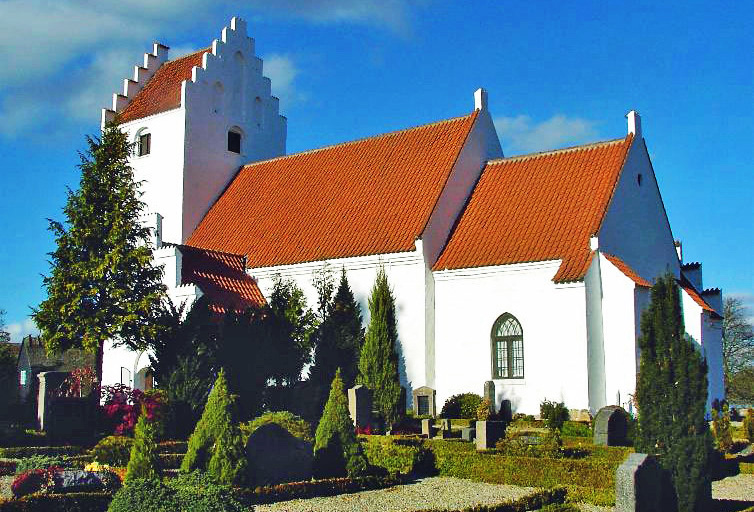
Tystrup Kirke

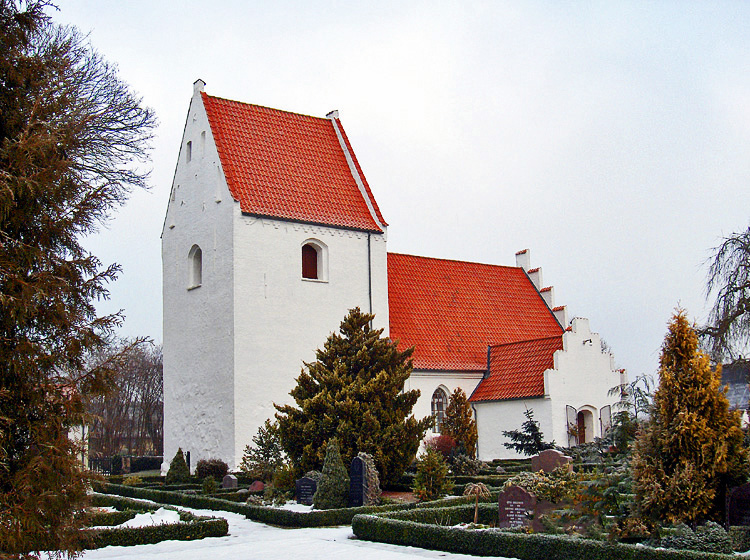
Haldagerlille Kirke

Fuglebjerg-Tystrup-Haldagerlille Sogn ist eine Kirchspielsgemeinde (dän.: Sogn) auf der Insel Sjælland im südlichen Dänemark, die am 29. November 2020 durch den Zusammenschluss von Fuglebjerg Sogn, Haldagerlille Sogn und Tystrup Sogn entstand. Dieser Zusammenschluss bezieht sich nur auf die kirchlichen Belange. In ihrer Eigenschaft als Matrikelsogne, also als Grundbuchbezirke der Katasterbehörde Geodatastyrelsen, wirken sich seit Abschaffung der Hardenstruktur 1970 solche Änderungen nicht mehr aus.
Bis 1970 gehörte das Kirchspiel zur Harde Øster Flakkebjerg Herred im damaligen Sorø Amt, danach zur Fuglebjerg Kommune im Vestsjællands Amt, die im Zuge der  Kommunalreform zum 1. Januar 2007 in der Næstved Kommune in der Region Sjælland aufgegangen ist.
Im Kirchspiel lebten am 1. Januar 2023 2.910 Einwohner, davon 2.266 im Kirchdorf Fuglebjerg. Im Kirchspiel liegen die Kirchen „Fuglebjerg Kirke“, „Tystrup Kirke“ und „Haldagerlille Kirke“.
Nachbargemeinden waren in der nördlich benachbarten Sorø Kommune Lynge Sogn, im Osten Gunderslev Sogn, im Südosten Førslev Sogn, im Südwesten Krummerup Sogn und in der westlich benachbarten Slagelse Kommune Kirkerup Sogn.